# Lugana

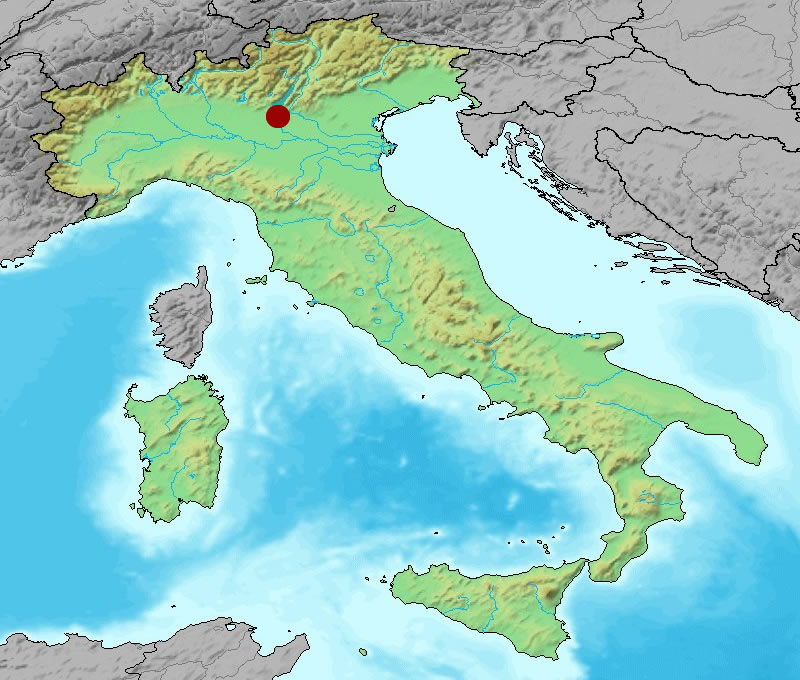
Lage des Weinbaugebietes Lugana in Italien

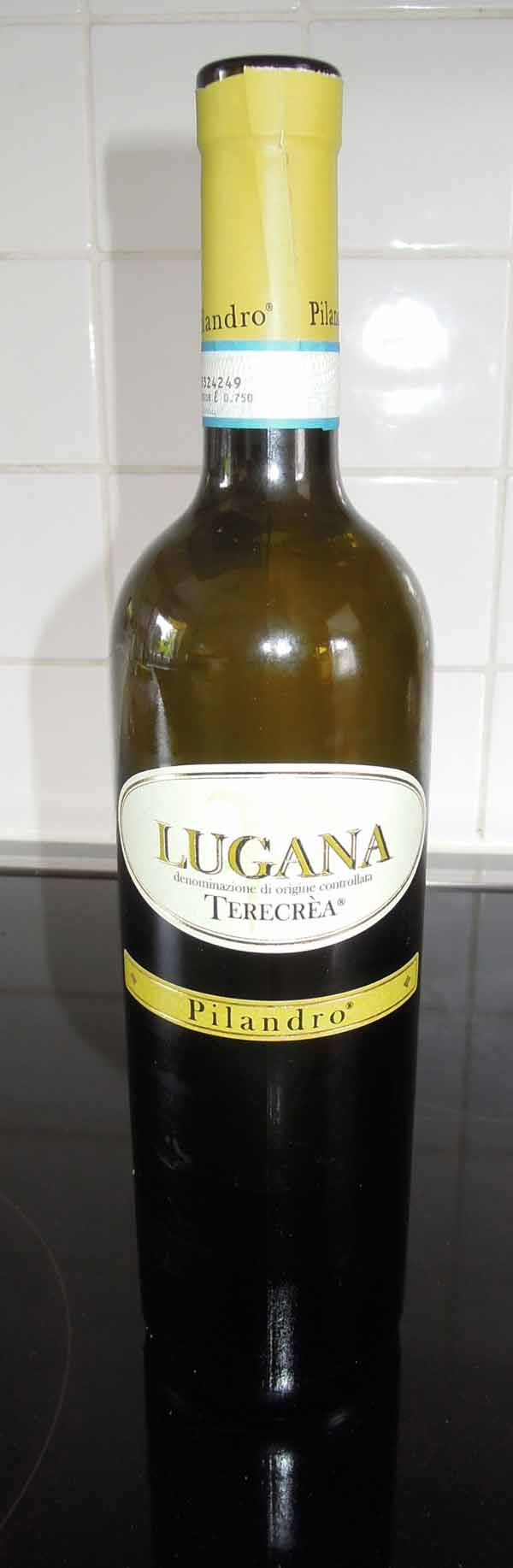
Flasche Lugana mit DOC-Banderole

Lugana ist ein Weinbaugebiet im Bereich südlich des Gardasees in der Provinz Brescia, Region Lombardei bzw. teilweise in der Region Venetien, Italien. Das Weinbaugebiet umfasst die gesamte Gemeinde Sirmione und Teile der Gemeinden Desenzano del Garda, Lonato del Garda, Pozzolengo und Peschiera del Garda.
„Lugana DOC“ bezeichnet einen trockenen Weißwein und einen Schaumwein, den Lugana Spumante. Diese Weine haben seit 1967 eine „kontrollierte Herkunftsbezeichnung“ (Denominazione di origine controllata – DOC), die zuletzt am 22. Dezember 2014 aktualisiert wurde.

## Erzeugung
Im Jahr 2017 wurden 139.862 Hektoliter Lugana hergestellt. Da das Anbaugebiet Lugana sich über zwei Regionen erstreckt (Venetien und Lombardei), sind die Zahlen hier zusammengefasst.
Folgende Produkte werden in der Denomination erwähnt: Lugana, Lugana superiore, Lugana riserva, Lugana Vendemmia Tardiva sowie Lugana spumante.

## Produktionsvorschriften
Die vorgeschriebene Hauptrebsorte (mind. 90–100 %) ist Trebbiano di Soave (hier auch Turbiana oder Trebbiano di Lugana genannt). Andere weiße Rebsorten, die für den Anbau in der Lombardei oder der Region Venetien zugelassen sind, dürfen zu maximal 10 % zugesetzt werden.
Für die Reifung des Weins sind folgende Zeiträume vorgeschrieben:
- Lugana: Darf frühestens ab dem 15. Januar des Folgejahrs nach der Ernte verkauft werden
- Lugana Superiore: Muss eine Reifezeit von mindestens zwölf Monaten ab dem 1. Oktober des Herstellungsjahrs haben
- Lugana Riserva: Muss mindestens eine Reifezeit von 24 Monaten ab dem 1. Oktober des Herstellungsjahrs haben, davon mindestens sechs Monate auf der Flasche
- Lugana Vendemmia Tardiva: Spätlese, muss eine Reifezeit von mindestens zwölf Monaten ab dem 1. Oktober des Herstellungsjahrs haben

## Beschreibung
Laut Denomination (Auszug):

### Lugana
- Farbe: blass oder grünlich-gelb mit goldfarbenen Tendenzen bei Alterung
- Geruch: zart, angenehm, charakteristisch
- Geschmack: frisch, weich, von trocken bis halbtrocken, harmonisch, mit einem möglichst geringen Holzton
- Alkoholgehalt: mindestens 11 Volumenprozent (bei mindestens 12 Vol.-% sowie mindestens einjähriger Lagerung darf der Wein die Qualitätsbezeichnung Superiore tragen)
- Gesamtsäure: mind. 5 g/l
- Trockenextraktgehalt: mind. 15 g/l

Für die Auszeichnung Lugana Riserva muss der Wein mindestens 12 %-Vol und 17 g/l Trockenextrakt aufweisen.

### Lugana Vendemmia Tardiva
- Farbe: goldgelb mit bernsteinfarbenen Tendenzen bei Alterung
- Geruch: intensiv, angenehm, charakteristisch
- Geschmack: harmonisch, samtig, bisweilen lieblich, vollmundig, mit einer möglichen Wahrnehmung von Holz
- Alkoholgehalt: mindestens 13 Volumenprozent
- Gesamtsäure: mind. 4,5 g/l
- Trockenextraktgehalt: mind. 20 g/l

### Lugana Spumante
- Farbe: goldgelb mit bernsteinfarbenen Tendenzen bei Alterung[1]
- Geruch: intensiv, angenehm, charakteristisch
- Geschmack: harmonisch, samtig, bisweilen lieblich, vollmundig, mit einer möglichen Wahrnehmung von Holz
- Alkoholgehalt: mindestens 11,5 Volumenprozent
- Restzuckergehalt: höchstens 25 g/l
- Gesamtsäure: mind. 5,5 g/l
- Trockenextraktgehalt:mind. 15 g/l